# 岡山県立高梁高等学校
岡山県立高梁高等学校（おかやまけんりつ たかはしこうとうがっこう）は、岡山県高梁市内山下にある県立の全日制高等学校。岡山県下においても明治時代では、岡山（現・朝日高校）、津山、高梁、矢掛の４校しか県立中学（現在の高校に相当）がなく、朝日高校に次ぐ2番目に古い歴史がある。幅広い分野に多数の人材を輩出している。愛称は「たかこう」。

## 特色
高梁市においては最も歴史のある中等教育機関とされている。特に、中途併合となった順正女学校（現・家政科）は、岡山県下において初めて設立された女学校であるため、本学の家政科は県内において最も歴史の古い中等教育機関としての家政科と言える。
また、旧制中学時代には、学校寮が有名であった。6つの寮があり、それぞれ、大成・明倫・日新・温知・造士・弘道と命名されていた。これらの学校寮は当時としては珍しく、学校内だけでは無く市内に散在していた。加えて、戦前はソフトテニスの全国大会で優勝するなど強豪で知られていた。
同校が立地する場所は備中松山城の出張所として平時に藩主が滞在した尾根小屋の跡地である。そのため当校は同城が建つ臥牛山の中腹に立つ、山丘と城壁に囲まれた立地であり、中庭には光風館と呼ばれる茶室と、江戸時代の大名であり庭師である小堀政一（遠州）が手懸けた心字池を囲む庭がある。

## 学科
- 普通科
- 家政科

## 教育方針
- 明朗で秩序ある学園の創造
- 聡明で品位ある人格の形成
- 健康で実践力のある社会人の育成

## 沿革

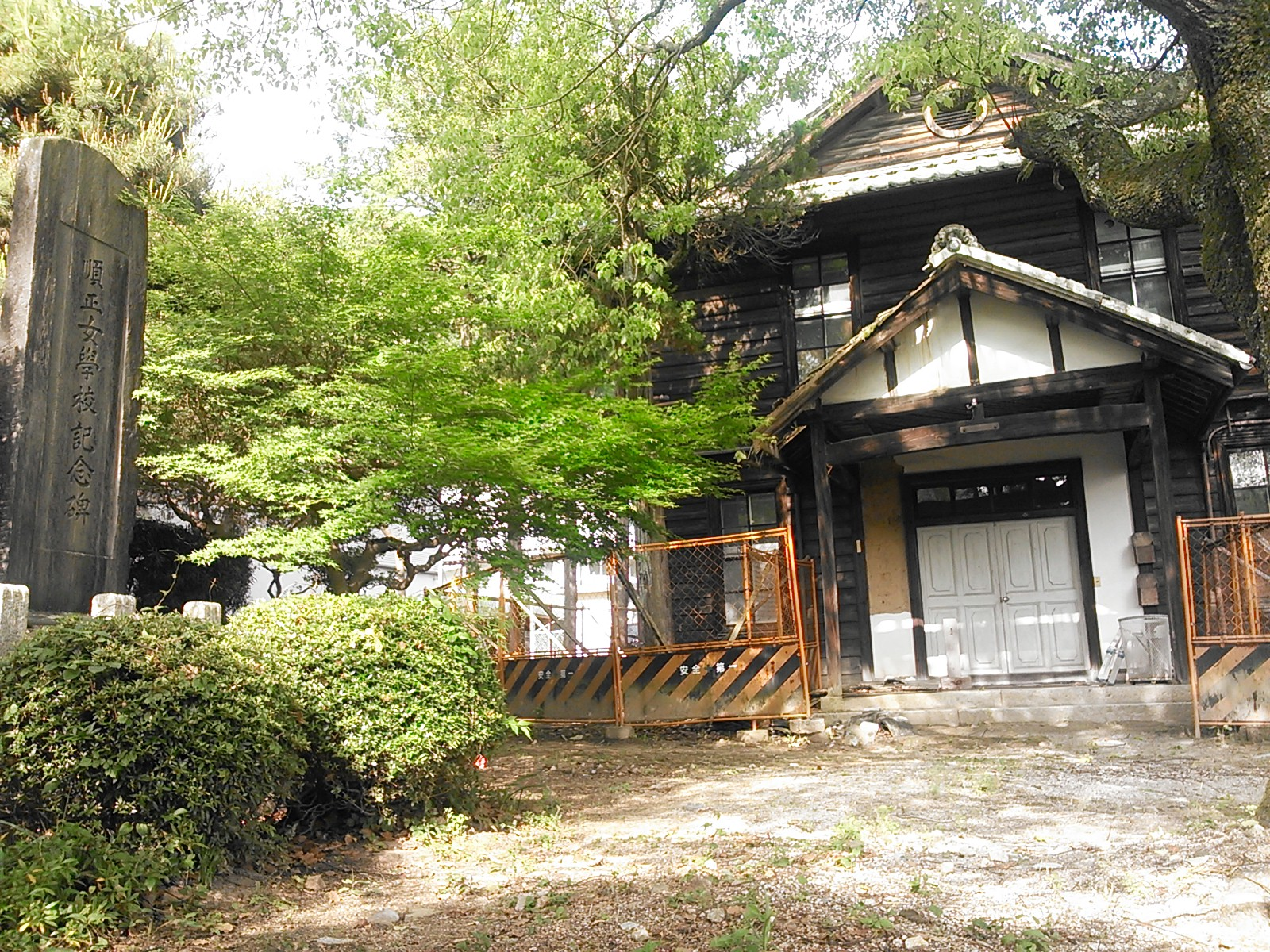
順正短大に移譲された順正女学校跡地（順正学園 敷地内）

### 岡山県立高梁高等学校
- 1949年（昭和24年）8月 - 下記の二校を岡山県立高梁高等学校に統合

普通科（内山下本校）と家政科（伊賀町分校）を設置
- 1967年（昭和42年）4月 - 伊賀町分校の家政科を内山下本校に統合させ、伊賀町分校を正式に廃する[12]

前年、伊賀町分校の設備所有権を新設校である順正短期大学に移譲（下記）
- 1972年（昭和47年）3月 - 温知寮（男子寮）・天体観測ドーム新築
- 1973年（昭和48年）3月 - 泉寮（女子寮）・創立記念会館新築
- 1980年（昭和55年）3月 - 光風館再建
- 2003年（平成15年）4月 - 二学期制導入
- 2004年（平成16年）4月 - 単位制導入
- 2006年（平成18年）4月 - 吉備北陵高校（在校生卒業までの2008年（平成20年）3月まで存続）と再編合併し新・高梁高校になる

### 順正高等女学校
- 1881年（明治14年）12月 - 福西志計子が高梁町大字向町に縫製所を創立する[13]
- 1885年（明治18年）1月 - 縫製所に文学科を加え順正女学校として改組する[14]
- 1895年（明治28年）7月 - 高梁市大字頼久寺町に新築移転[13]
- 1908年（明治41年）4月 - 高梁市大字伊賀町に事務本拠を移転[13]。私立順正高等女学校に改称[15]
- 1921年（大正10年）4月 - 県営移管、岡山県順正高等女学校に改称[16]
- 1943年（昭和18年）4月 - 岡山県高梁高等女学校に改称[17]
- 1948年（昭和23年）4月 - 岡山県立高梁第二高等学校に改称[18]
- （1949年（昭和24年）- 岡山県が県立高校の再編を開始。高梁第一高校との統合及び伊賀町校舎の廃止を打診される）
- （昭和30年代 - 伊賀町校舎の廃止を巡り、本学卒業生および高梁市民を中心に「廃止反対もしくは短大・大学の設置」を求める運動が起こされる）
- （1966年（昭和41年）9月 - 高梁高等学校、旧校舎跡を新設される学校に譲授。高梁市および大学設置運動団体、新設校に「順正」の名を遺すように働きかけ、受け入れられる）
- （1967年（昭和42年）4月 - 旧・伊賀町校舎の地に、新設校・順正短期大学が開学される。以降は同校の項目を参照）

### 高梁中学校
- 1895年（明治28年）8月 - 岡山県高梁尋常中学校を高梁町大字向町に設立[2]
- 1899年（明治32年）4月 - 岡山県高梁中学校に改称[2]
- 1900年（明治33年）10月 - 高梁市大字内山下の現在地に校舎新築移転[2]
- 1901年（明治34年）5月 - 岡山県立高梁中学校に改称[2]
- 1948年（昭和23年）4月 - 岡山県立高梁第一高等学校に改称[19]

## 高梁高校旧校舎

### 経緯

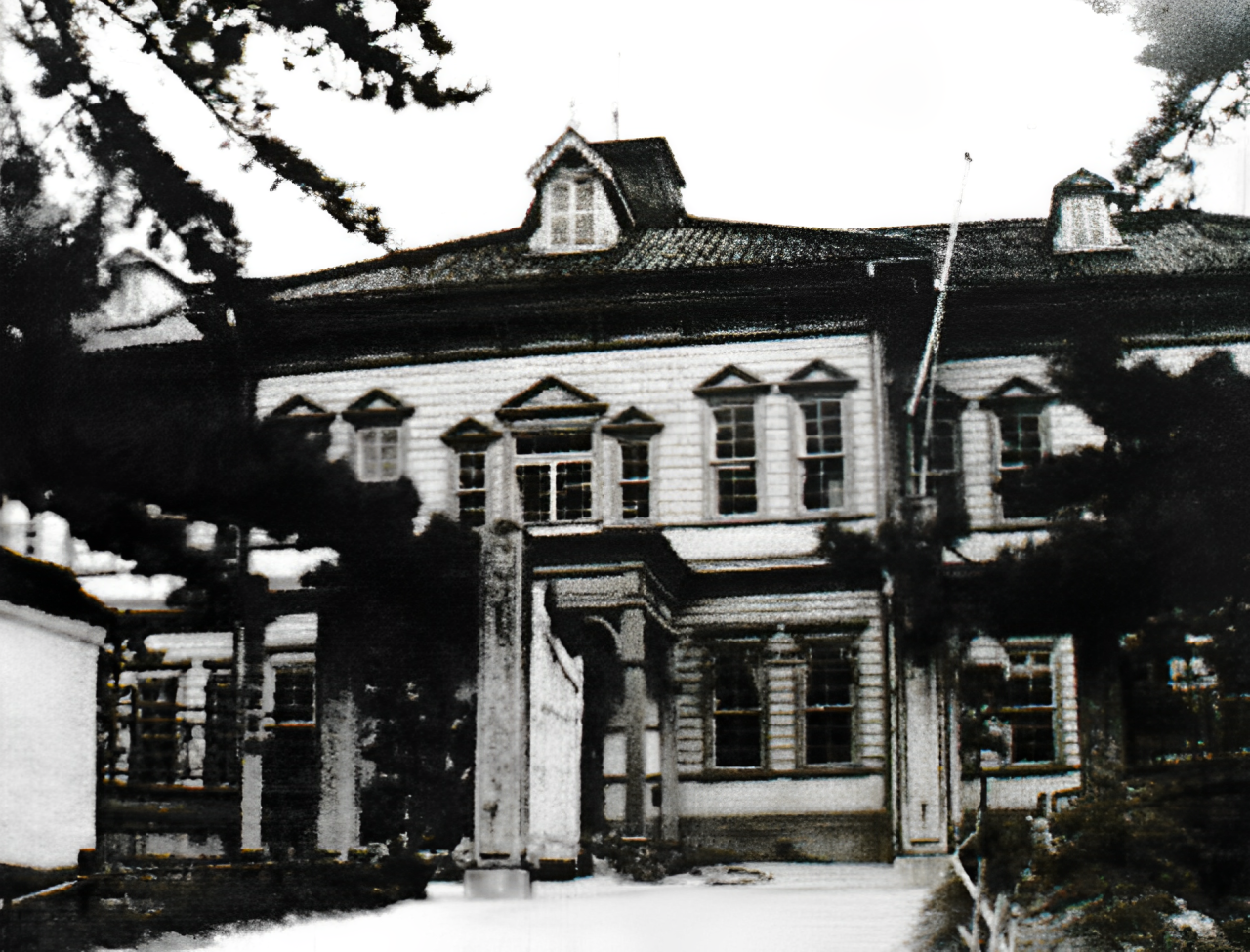
岡山県立高梁高校旧校舎

1900年（明治33年）8月落成。1968年（昭和43年）移築保存途中で行方不明。
県内で最も古い学校建築の一つであり、1900年（明治33年）旧制高梁中学校、旧制津山中学校、旧制第六高等学校と同時期に建設される。下見板張の木造２階建てであり、寄棟造となっていた。和風の桟瓦を葺いたこの時代に典型的な学校建築となっており、地方都市の中等学校校舎としては規模が大きく、風格を備えた建物となっていた。当時、兄弟校と呼ばれた旧制津山中と同じ建築物であった。
建築は高梁中の方が早く、旧校舎の建物は、数少ない現存する旧制中学校の貴重な文化遺産であったため、1968年（昭和43年）の校舎立替え時に岡山県英田郡美作町（現：美作市）へ移築保存されることとなった。そのため一度解体されたが、そのまま移築されること無く建材は行方不明（途中で廃棄処分された可能性が高い）となった。
現在は津山高校にのみ現存。1995年（平成7年）に国指定重要文化財となる。津山高校の現存校舎は、当時の学校建築の趣をよく残すことから、NHKの連続テレビ小説「あぐり」で、第一岡山高等女学校のシーンの撮影に使用された。NHKの連続テレビ小説「カーネーション」では、小原糸子が通う泉州高等女学校のシーンの撮影に使用されている。全国でも有数の貴重な学校遺産となっている。

## アクセス
- 備中高梁駅（JR西日本・伯備線）
  - 徒歩約20分
  - 備北バス高梁市内循環線「武家屋敷入口」停留所下車

## 著名な関係者

### 政治家・軍人

#### 軍人
- 中島権吉（1899年卒：飛び級卒業、大日本帝国海軍少将、海軍大学校教頭）
- 高杉新一郎（1895 - 1898年転：大日本帝国海軍・軍医中将、海軍医学校校長、日本医療団副総裁）
- 杉政人（1900年卒：大日本帝国海軍中将、機関科出身者として最初の海軍大将候補、退官後日本製鋼所社長）
- 柳井平八（1907年卒：大日本帝国陸軍中将・技師高等官一等、靖国神社「遊就館」等の設計担当）
- 山上宗治（1913年卒：大日本帝国陸軍法務少将、法務高等官二等、弁護士）

#### 政治家
- 則井万寿雄（1900年卒：衆議院議員、岡山県議会議長、高梁正教員養成所（現・方谷學舎高等学校）開設）
- 清水比庵（1902年卒：日光町長（現・栃木県日光市）、歌人・書家・画家、日光市初の名誉市民）
- 赤木桁平（1908年卒：衆議院議員、軍事・文芸評論家）
- 粕山八郎治（1910年卒：岡山県議会議長、岡山新聞（現・山陽新聞）常務取締役）
- 堀綱四郎（1911年卒：足尾町長（現・栃木県日光市）、栃木県議会議員、社会運動家）
- 福本柳一（1914年卒：内務官僚・愛媛県知事、埼玉県知事、愛知県知事、全日本空輸副社長）
- 福田正彦（1940年卒：元・新見市長）
- 小倉基（1948年卒：東京都渋谷区長、東京都議会議長）
- 近藤隆則（1977年卒：元・高梁市長）
- 石田芳生（1985年卒：現・高梁市長）
- 大椿裕子（1992年卒：元・参議院議員）

### 学者

#### 学長・総長経験者
- 林癸未夫（1895 - 1896年転：早稲田大学総長代理、経済学者）
- 小出廉二（1915年卒：明治大学学長、民法学者、新見市名誉市民）
- 村井資長（1921 - 1924年転：第10代早稲田大学総長）
- 赤木五郎（1927年卒：医師、第5代岡山大学学長、初代川崎医科大学学長）
- 赤木攻（1963年卒：大阪外国語大学学長（現・大阪大学）・名誉教授、元アース製薬社外取締役、秋篠宮家学術顧問）

#### 名誉教授
- 加藤元一（1909年卒：慶應義塾大学医学部名誉教授、戦前のノーベル医学・生理学賞候補、米国生理学会の名誉会員）
- 井上硬（1912年卒：京都大学医学部名誉教授、第16代京大病院長）
- 三宅儀（1920年卒：京都大学医学部名誉教授、第21代京大病院長）
- 田村雄一（1922年卒：京都大学物理学部名誉教授）
- 藤岡一男（1928年卒：秋田大学鉱山学部名誉教授）
- 稲神馨（1940年卒：九州大学農学部名誉教授、カネミ油症事件の解明者として有名）
- 宗森信（1941年卒：大阪府立大学工学部名誉教授、日本初の環境を冠した講座教授）
- 丸川武志（1943年卒：防衛大学校名誉教授）
- 佐藤巌（1947年卒：岡山大学文学部名誉教授）
- 石井博康（1970年卒：東北芸術工科大学名誉教授）
- 土井康作（1971年卒：鳥取大学地域学部名誉教授）

#### 名誉博士
- 板野新夫（1905年卒：東京帝国大学名誉博士、マサチューセッツ大学アマースト校助教授、土壌微生物研究の第一人者）
- 神崎三益（1915年卒：武蔵野赤十字病院名誉院長、日本赤十字社常務理事、日本病院会第3代会長）
- 深井晃子（1962年卒：お茶の水女子大学名誉博士、静岡文化芸術大学教授、キュレーター・服飾研究家）

#### 教授・研究者
- 横山有策（1900年卒：早稲田大学教授、英文学者）
- 長野新十郎（1904年卒：大阪無線電気学校（現・大阪電気通信大学）の初代校長）
- 中島重（1907年卒：同志社大学教授、法学者・社会学者・キリスト教思想家）
- 米川正夫（1909年卒：早稲田大学教授、ロシア文学者）
- 横屋猷（1910年卒：長崎大学教授、水産学者、ボタンエビを発見、横屋潤の弟）
- 中原重樹（1914年卒：茨城大学教授、明治大学教授、日本食肉科学会初代会長）
- 宇野弘蔵（1915年卒：東京帝国大学教授、マルクス経済学者）
- 多胡謙治（1916年卒：東京女子歯科医学専門学校（現・神奈川歯科大学）教授 ）
- 鳴瀬恒太郎（1920年卒：ギリシャ語研究者、言語学者）
- 森谷克己（1921年卒：京城帝国大学教授、経済史学者）
- 妹尾幹（1923年卒：島根大学教授、北海道大学教授、ドイツ文学者）
- 猶原恭爾（1926年卒：国立科学博物館研究官、植物学者、山地酪農を提唱）
- 横山復次（1928年卒：長崎医科大学教授、岐阜薬科大学教授、エーザイ研究所所長、薬品化学者）
- 天野昇（1940年卒：東芝の後、日本原子力研究所副理事長、日本原子力学会副会長）
- 田井庄之助（1940年卒：大分大学教授、別府大学教授、歴史学者）
- 山岡一三（1942年卒：関西大学教授、土木工学者）
- 赤木昭治（1944年卒：東京農業大学教授、農学者）
- 三上昭美（1947年卒：中央大学教授、歴史学者）
- 安本美典（1952年卒：産業能率大学教授、統計的情報学・古代史学）
- 伊吹令人（1953年卒：群馬大学医学部教授）
- 南智（1953年卒：ノートルダム清心女子大学教授、岡山県文化財保護審議会会長）
- 福本晃（1954年卒：鳥取大学客員教授、松下電器副理事）
- 高杉弘之（1957年卒：広島大学教授、国立特殊教育総合研究所室長）
- 孝本貢（1961年卒：明治大学教授、日本宗教学会理事、宗教学者）
- 三村哲重（1967年卒：岡山大学医学部教授、肝胆膵領域の手術で有名）
- 間野博行（1978年卒：医師、国立がん研究センター理事長、2022年度朝日賞受賞）
- 和田佐規子（1980年卒：比較文学者、大学非常勤講師）

#### プログラマー
- 中島俊治（1981年卒：サイバー大学教授、ジョインベスト証券エグゼクティブマネージャー）
- 西川智章（1988年卒：東北大学特任准教授、aiforce solutions CEO）
- namasute（2003年卒：Javaショートコーダー、東大在学中に死去）

### 実業家

#### 代表取締役経験者
- 神社柳吉（1902年卒：第3代倉敷紡績社長）
- 田邊隆二（1902年卒：京都電燈社長、初代関西配電（現・関西電力）社長）
- 山本発次郎（1904年卒：第2代山発商店社長（現・アングル）、収集家、大阪中之島美術館設立由来）
- 林荘太郎（1904年卒：第4代兼松社長、海洋化学研究所設立関与）
- 池田亮次（1905年卒：日本エレベーター（現・日本ケーブル）社長、日立製作所取締役）
- 森寿五郎（1911年卒：第7代丸善石油社長・会長、初代関西電力副社長、経済団体連合会理事）
- 細川鉅（1914年卒：帝国潤滑工業（野村財閥直系・航空用燃料メーカー）社長）
- 戸田止戈夫（1916年卒：初代戸田工業社長・創業者）
- 藤井立志（1916年卒：富山軽銀社長、協和発酵（現・協和キリン）創業者の一人）
- 板野道夫（1921年卒：大阪陶業（現・日本ネットワークサポート）社長・会長、オーム社理事）
- 翁孝文（1924年卒：初代倉敷国際ホテル社長・会長）
- 日野西義輝（1924年卒：日本電気化学社長、日立ランプ取締役、村井資長の兄）
- 塩田卓爾（1930年卒：九州耐火煉瓦（現・黒崎播磨）社長・会長）
- 宮田龍介（1931年卒：第2代三光正宗（日本酒メーカー）社長・会長）
- 古米初男（1939年卒：飛び級卒業、北海道ツバメ石油社長、札幌小野田レミコン社長）
- 森澤寛二（1953年卒：伊藤忠商事副社長・顧問）
- 野瀬勝三（1959年卒：井原鉄道代表取締役専務）
- 川端正男（1959年卒：フジクラ副社長、山陽実業社長）
- 小池明夫（1965年卒：第3代・第5代JR北海道会長、第5代・第7代社長、現アークス取締役）
- 三村益一郎（1965年卒：第5代アドテック（現・AKIBAホールディングス）社長）
- 田井一郎（1967年卒：東芝副社長、東光高岳社外取締役、日本精工社外取締役）
- 沼本雅文（1968年卒：第3代エムジーリース（現・みずほ丸紅リース）社長）
- 蛭田道夫（1970年卒：第7代日本環境認証機構社長）
- 能勢広宣（1981年卒：第5代クリヤマホールディングスCEO）

#### 取締役・その他経験者
- 梅野猶太郎（1899年卒：飛び級卒業[20]、双葉電力（後の東部電力）取締役）
- 木口重彦（1901年卒：日本加工織布取締役）
- 藤岡郊二（1903年卒：倉敷紡績・倉敷絹織（現・クラレ）取締役）
- 三宅富治（1904年卒：日本製鋼所参事、漢城銀行（現・新韓銀行）取締役）
- 信原済夫（1905年卒：三井物産機械部参事、1940年東京五輪用選手宿舎建設に関与）
- 笹田直二郎（1911年卒：日窒鉱業（現・ニッチツ）取締役、日窒コンツェルン首脳陣の一人）
- 大橋喜久三（1911年卒：日本油脂取締役、ミサワホーム創業顧問、色材協会会長）
- 中原武之輔（1917年卒：東京軽合金製作所取締役、中原重樹の弟）
- 藤剛三郎（1922年卒：日本油脂取締役、ニッサン洗剤工業社長）
- 瀬崎三木三（1924年卒：日本証券代行（現・三井住友信託銀行）取締役）
- 武藤千秋（1927年卒：栗本鐵工所取締役・顧問）
- 三宅真助（1933年卒：クラレ東京支社長、クラレ不動産取締役）
- 丸濱徹郎（1936年卒：三菱スペース・ソフトウエア取締役、トンネル内無線通信開発）
- 森政逸郎（1940年卒：日清製粉取締役）
- 有田英世（1947年卒：資生堂取締役）
- 宮本悦也（1948年卒：電通経済関西支社長、コンサルタント）
- 橋本實（1944 - 1945年転：日本鋼管常務取締役、JFE物流特別顧問、従弟は橋本龍太郎）
- 伊賀章（1967年卒：ソニー常務執行役員、Suica・PASMO等の非接触カードを開発）
- 神尾均（1975年卒：JFEコンテイナー参与、JFE製缶常務取締役）

### 銀行投資家
- 井上清（1906年卒：朝鮮商業銀行取締役）
- 小山美登四（1906年卒：台湾銀行本店支配人、台湾高雄州協議会員、岡山県議会議員）
- 守分十（1908年卒：第3代中国銀行頭取、中興の祖、岡山市・倉敷市名誉市民）
- 立林文二（1922年卒：第5代トマト銀行社長）
- 川上始（1929年卒：第2代阪神相互銀行（現・みなと銀行）社長、神戸銀行取締役）
- 宮原正吾（1934年卒：第3代備前信用金庫（現・備前日生信用金庫）理事長）
- 笹田泰敏（1946年卒：投資会社NIF（後・大和SMBCキャピタル）初代社長、大和証券専務取締役）
- 橋本徹（1953年卒：第19代富士銀行（現・みずほFG）頭取、みずほFG名誉顧問、ドイツ証券会長）
- 石田浩通（1970年卒：中部国際空港エネルギー供給常務取締役）

### 文化人
- 秋岡保治（1905年卒：神社本庁第2代統理代理・第7代事務総長）
- 吉田能安（1909年卒：弓道家、全日本弓道連盟設立）
- 石川達三（1919 - 1922年転：第1回芥川賞作家、ノーベル文学賞候補）
- 高橋成通（1925年卒：高野山米国別院主監、ジャニー喜多川と親交）
- 湯浅敏夫（1928年卒：歌人アララギ派、短歌、警察庁技官）
- 小倉忠夫（1945年卒：飛び級卒業、大原美術館館長、美術評論家）
- 伊達美徳（1956年卒：建築家、都市計画家）
- 河内洋輔（1957年卒：ノンフィクション作家）
- 樋口修（1968年卒：建築家、中野区都市計画）
- 島谷弘幸（1972年卒：国立文化財機構・現（第3代）理事長）

### 芸術家
- 皆見鵬三（1929年卒：画家、多摩美術学校助手）
- 高木聖鶴（1941年卒：書家、内閣総理大臣賞受賞、文化勲章受賞）
- 大西茂（1946年卒：視覚芸術家、数学者）
- 堀部美行（1948年卒：美容師、韓国・又松大学校客員教授）
- 大桐国光（1951年卒：彫刻家、参議院議長公舎の彫刻「夏」制作者）
- 佐藤勝彦（1958年卒：画家、書家、陶芸家）
- 平松利昭（1965年卒：画家、日本美術家連盟会員）
- 平松伸二（1974年卒：漫画家）

### メディア
- 加藤精一（1907年卒：舞台俳優）
- 中川紫郎（1910年卒：映画監督）
- 森澤清（1919年卒：東京放送テレビ（通称・TBSテレビ）常務取締役）
- 金澤覚太郎（1924年卒：ラジオ東京（現・TBSテレビ）設立時編集局長）
- 植木雄輔（1950年卒：日本記者クラブ会員、産経新聞政治部記者、フジテレビ報道センター室長）
- 水野晴郎（1952年卒：映画評論家、映画監督、倉敷芸術科学大学教授、大阪芸術大学客員教授、タレント）
- 沼田伸彦（1974年卒：第13代サンテレビ社長、デイリースポーツ社長）

### スポーツ
- 広兼篤郎（1916年卒：陸上選手、第7回日本選手権200mハードル優勝、元日本陸連理事）
- 長尾宏也（1922年卒：登山家、随筆家、山小屋・初代ヒュッテ・霧ヶ峰経営者）
- 柳井深造（1930年卒：陸上選手、川崎重工業研究室長、流体力学の権威）
- 赤木恭平（1950年卒：世界ボウリング連盟終身名誉会長、JOC名誉委員）
- 向井正剛（1953年卒：岡山唯一の甲子園優勝監督、仙台大学学長、Jリーグ創設認可、JOC初代事務局長）
- 立木正夫（1959年卒：第7代日本バレーボール協会会長、サントリー取締役）

### 官僚
- 横田誠一郎（1901年卒：外務官僚、外交科試験合格者）
- 堀越清六（1904年卒：鉄道官僚、鉄道省建設局長、間組（現・安藤ハザマ）社長代行）
- 横屋潤（1904年卒：農林官僚、東京競馬場長、日本競馬会（現・日本中央競馬会）常務理事）
- 浦上衛門（1918年卒：大阪市土木局長・技師、大阪地下街社長、土木学会名誉会員）
- 川上六馬（1920年卒：厚生官僚、厚生省医務局長、国立がん研究センター設立関与）
- 小橋確治（1925年卒：警察官僚、京都府警察本部長）
- 壷井宗一（1934年卒：鉄道官僚、中央リネンサプライ社長・会長・顧問）
- 植木邦之（1952年卒：公正取引委員会事務局長・事務方トップ）
- 小野元之（1960 - 1962年転：初代文部科学省事務次官・事務方トップ）
- 那須清重（1964年卒：公安官僚、公安調査庁幹部・国際情報統括トップ）

### 弁護士
- 西村禎一郎（1902年卒：弁護士、大阪弁護士会副会長）
- 大室亮一（1912年卒：南京事件弁護士、初代人権擁護局長、第二東京弁護士会長）
- 大月伸（1913年卒：大阪弁護士会会長、日弁連会長）
- 高木益郎（1915年卒：弁護士、関西大学法学部教授）
- 竹中知之（1935年卒：検察官僚、大分弁護士会会長）
- 濱田俊郎（1965年卒：弁護士、最高裁判所司法研修所教官、電通監査役、小説家）

### 活動家
- 妹尾義郎（1909年卒：仏教運動家、 新興仏教青年同盟結成）
- 松田壽比古（1912年卒：松田享爾の兄、キリスト教伝道者、白雨会所属）
- 西雅雄（1915年卒：共産党機関誌『マルクス主義』の編集者、宇野弘蔵に影響を与えた）
- 松田享爾（1915年卒：黒崎幸吉門下、キリスト教伝道者、白雨会所属、内務官僚）
- 池田亮一（1923年卒：共産党幹部、赤旗編集長、熱海事件の中心人物）

### 順正高等女学校出身者
- 石井品子（石井十次の妻、日本初の私設孤児院設立（現・児童養護施設）、社会事業家）
- 留岡夏子（留岡幸助の前妻、社会事業家）
- 留岡菊子（留岡幸助の後妻、社会事業家）
- 稲本白鵞（書道家、高等女学校教諭）
- 伊吹知勢（お茶の水女子大学名誉教授）

### ゆかりの人物
- 三矢重松（教員）
- 稲本陽州（教員、稲本白鵞の父）
- 難波英夫（社会運動家）
- 朝森要（郷土歴史家）

## 姉妹校協定
- ノーウッド国際高等学校（英語版）（オーストラリア・アデレード）